# Siren sphagnicola
Siren sphagnicola ist eine im Jahr 2023 erstbeschriebene Armmolchart. Der Artzusatz sphagnicola bezieht sich auf die Torfmoos Gattung Sphagnum und das lateinische Suffix -cola, welches Bewohner oder Bewohnerin bedeutet. Die Autoren wählten den Artzusatz, weil die Art häufig in und unter Torfmoosmatten  in und entlang von Bächen und den Rändern anderer Gewässer zu finden ist. Wegen dem Vorkommen in von Sickerwasser gespeisten Bächen und Feuchtgebieten schlugen die Autoren den englischen Trivialname „Seepage Siren“, übersetzt etwa Sickerwasser Siren, vor. Ein deutscher Trivialname ist noch nicht vergeben.

## Aussehen
Siren sphagnicola ist (zur Zeit der Erstbeschreibung) die kleinste Art der Sirenidae. Das größte untersuchte Individuum ist mit einer Kopf-Rumpf-Länge von 120 mm und einer Schwanzlänge von 76 mm insgesamt 196 mm lang. Die Art ist ein typischer Armmolch. Länglich wie ein Aal, der Schwanz seitlich abgeflacht mit, wenn intakt, abgerundetem Ende. Die äußeren Kiemen bestehen aus drei rosa bis rötlichen mit fransenähnlichen Kiemen besetzten Stielen, damit verbunden sind drei Kiemenschlitze. Augenlider fehlen. Siren sphagnicola hat nur Vorderbeine mit je vier Zehen und keine Hinterbeine. Über der Haut liegt eine dünne, pigmenthaltige Schleimschicht. Von anderen Siren Arten unterscheiden sie die 30–33 Rippenfurchen und die mausgraue Grundfarbe mit graubraunem Schimmer auf dem Rücken. Einige untersuchte adulte Exemplare haben kleine, deutlich abgegrenzte schwarze Flecken auf dem Kopf und gelegentlich auf dem Rücken. Sinnesgruben auf dem Kopf, in der Regel elfenbeinfarben bis beige, sind deutlicher erkennbar als bei anderen Arten.
Kleine Jungtiere im Larvenstadium älter als 2 Monate haben die graue Färbung der adulten Tiere. Orange, rote, oder gelbe Markierungen die bei Jungtieren anderer Arten im gleichen Alter zu finden sind, fehlen. Gelbe Lippenstreifen, die teilweise bei jungen Tieren anderer Arten auftreten, sind nicht vorhanden. Einige kleine juvenile Siren sphagnicola weisen an Stelle der Lippenstreifen aber gelbe Flecken oder einen kurzen, unterbrochenen Streifen auf.

## Verbreitung
Das Verbreitungsgebiet von Siren sphagnicola erstreckt sich von den Florida Parishes Louisianas nach Osten bis zu den westlichsten Nebenflüssen der Choctawhatchee Bay im westlichen Florida Panhandle. Es ist kleiner als die Verbreitungsgebiete anderen Siren-Arten, vermutlich ähnlich dem Verbreitungsgebiet der Gelbsalamander-Art Eurycea sphagnicola. 
Die meisten Exemplare wurden in den Einzugsgebieten des Blackwater River, Yellow River, Escambia River und Conecuh River in Florida und Alabama gefunden. Von anderen Gebieten ist die Art kaum bekannt, die Autoren gehen jedoch davon aus, dass die Verbreitung auf die Umgebung sandiger, von Sickerwasser gespeisten Bäche in der unteren Golfküstenebene bis hin zu den Florida Parishes in Louisiana beschränkt ist. Fundortinformationen außerhalb Floridas basieren ausschließlich auf konservierten Exemplaren und Sequenzdaten eines GenBank-Exemplars. Die meisten Museumsexemplare für die keine Gewebeproben vorlagen, wurden nicht untersucht.

## Lebensraum und Lebensweise
Siren sphagnicola bewohnt flache, von Sickerwasser gespeiste Habitate, die von sympatrisch vorkommenden Siren-Arten nicht genutzt werden. Die meisten Exemplare sammelten die Erstbeschreiber aus teilweise untergetauchtem Torfmoos, aus Wurzelmatten von Gräsern oder aus Schlammansammlungen an den Rändern von Feuchtgebieten in Wassertiefen von weniger als 20 cm. Die flachen Bäche und Tümpel, in denen diese Art lebt, sind typischerweise nährstoffarm. In ihrer Umgebung und darin wachsen reichlich fleischfressende Pflanzen wie Sonnentau (Drosera), Schlauchpflanzen (Sarracenia), Wasserschläuche (Utricularia) und Fettkräuter (Pinguicula). Über Lebensweise und  Verhalten ist nur wenig bekannt.

## Entdeckung
Es war wohl schon länger bekannt, dass einige unbeschriebene Siren-Arten in der Golfküstenregion der Vereinigten Staaten leben. Nach der kürzlichen Beschreibung von Siren reticulata wurden weitere Daten aus dem Habitat der Gattung gesammelt, wobei die Art Siren sphagnicola entdeckt und von Matthew T. Fedler beschrieben wurde.